# 女性家族部
女性家族部（韩语：／ Yeoseong Gajok-bu */?）是韓國中央行政機關之一，部门首长称女性家族部部長（：／），同时被委任为国务委员。

## 沿革
- 1998年2月28日，設置直屬於總統的「總統直屬女性特别委员会」。
- 2001年1月29日，总统直属女性特别委员会擴大規模，改組为女性部。
- 2005年6月23日，改组为女性家族部。
- 2008年2月29日，部分职责划入保健福祉家族部，改组为女性部。
- 2010年3月19日，保健福祉家族部有关家族、青少年等方面职责划入，改组为女性家族部。

## 职责
制定政策促進性別平等与管理、家庭暴力与性虐待的防止及受害者的保护、卖春的防止及受害者的保护、推进女性权益地位的提高等相关事务、妇女儿童的福利与家庭政策。设立世界大韩民族女性组织，策划与海外的韩侨的合作。

## 组织

### 官员
- 部長（／）
  - 发言人
  - 部長政策顾问
- 次長

### 下属机构
| - 运营支援课 - 企画调整室 - 企画财政担当官 - 行政管理担当官 - 法务資訊化担当官 | - 女性政策局 - 政策总括课 - 性别影响评价课 - 人力开发企画课 - 人力开发事业课 - 经历断绝女性支援课 | - 青少年家族政策室 - 青少年政策官 - 家族政策官 - 青少年政策課 - 青少年力量開發課 - 青少年交流課 - 青少年自立支援課 - 青少年保護課 - 家族政策課 - 家族支援課 - 多文化家族課 | - 权益增进局 - 权益企画课 - 人权保护课 - 交流协力课 - 福祉支援课 |